# Friendship (película)
Friendship es una película estadounidense de comedia negra de 2024, escrita y dirigida por Andrew DeYoung en su debut como director. Está protagonizada por Tim Robinson, Kate Mara, Jack Dylan Grazer y Paul Rudd. La historia gira en torno a Craig (Robinson), un ejecutivo de marketing socialmente torpe que anhela hacerse amigo de su vecino, un carismático pero insatisfecho meteorólogo (Rudd).
La película tuvo su estreno mundial el 8 de septiembre de 2024 en el Festival Internacional de Cine de Toronto , como parte del programa Midnight Madness. En Estados Unidos, se estrenó en cines de forma limitada el 9 de mayo de 2025, distribuida por A24, antes de su estreno amplio el 23 de mayo.
Recibió reseñas positivas por parte de la crítica, que elogió la dirección y el guion de DeYoung, así como las actuaciones principales de Robinson y Rudd.

## Reparto
- Tim Robinson como Craig Waterman
- Paul Rudd como Austin Carmichael
- Kate Mara como Tami Waterman
- Jack Dylan Grazer como Steven Waterman
- Josh Segarra como Devon
- Billy Bryk como Tony
- Jason Veasey como Zed
- Jon Glaser como Big Sam
- Eric Rahill como Mike
- Conner O'Malley como Patton
- Carmen Christopher como Jimp
- Craig Frank como Buzz
- Omar Torres como Jared
- Jacob Ming-Trent como Nathan
- Daniel London como Stan
- Whitmer Thomas como Ian
- Raphael Sbarge como Garrett
- Ivy Wolk como Jen Peyser

## Producción
En febrero de 2024, Tim Robinson, Paul Rudd y Kate Mara se unieron al elenco de la película, con Andrew DeYoung como director. Un mes después, en marzo, se incorporaron Jack Dylan Grazer, Josh Segarra, Billy Bryk, Jason Veasey, Jon Glaser, Eric Rahill, Conner O'Malley, Carmen Christopher, Craig Frank, Omar Torres, Jacob Ming-Trent, Daniel London, Whitmer Thomas y Raphael Sbarge.

## Estreno
La película tuvo su estreno mundial el 8 de septiembre de 2024 en el  Festival Internacional de Cine de Toronto, como parte del programa Midnight Madness. Ese mismo mes, A24 adquirió los derechos de distribución para Estados Unidos. En mayo de 2025, Republic Pictures compró los derechos de distribución internacional, con planes de estrenarla en cines. Se estrenó de forma limitada en Estados Unidos el 9 de mayo de 2025, seguido de un estreno general el 23 de mayo.